# 佐橋滋
佐橋 滋（さはし しげる、1913年〈大正2年〉4月5日 - 1993年〈平成5年〉5月31日）は、日本の官僚。元通商産業事務次官。

## 人物
高度成長期日本の官僚主導型政治システムにおける典型的トップ官僚として知られる一方で、その官僚らしからぬ大胆さでも有名であり、城山三郎の『官僚たちの夏』（ISBN 4101133115）の主人公・風越信吾は佐橋をモデルとしている。作中では風越の一派に庭野が描かれているがその庭野のモデルは三宅幸夫であり、八高、東大の後輩・同窓にあたる。娘の夫に中小企業金融公庫副総裁であった横田捷宏がいる。合気道を趣味のひとつにしていた。

## 来歴
岐阜県土岐市出身。東海中学、第八高等学校を経て、東京帝国大学法学部を卒業。中学は東濃中学に通うには交通の便が悪かったため、私学の東海中学へ進学したと著書『異色官僚』にて触れている。
1937年（昭和12年）、商工省入省。同期に、今井善衛、樋詰誠明（大丸副社長、中小企業庁長官）、杉村正一郎（通商局次長）、塚本敏夫（公益事業局長）、松村敬一（経済企画事務次官）など。 
重工業局次長時代は公正取引委員会に鉄鋼各社による価格カルテル導入を認めさせ、また、IBMに国内生産の代償として特許を公開させたように、保護主義政策を推進した。以後、重工業局長、企業局長を歴任。当時より通産省のスポークスマン的存在であり、「ミスター通産省」と呼ばれた。日本の資本自由化に備え国際競争力を政府主導で確保することを目的として、1962年（昭和37年）に「新産業秩序の形成」を謳い文句に両角良彦らと共に、特定産業振興臨時措置法案（特振法案）を作りその成立に奔走したが、各界の反対（特に自動車メーカーの反対が強かったとされる）に遭い、審議未了で廃案となる。しかしながら、その精神は、官民協調方式と体制金融というかたちで、その後長い間、日本の経済政策の根幹となる。
1963年（昭和38年）、同期の今井が事務次官に就任し、その後任として特許庁長官に就任。このことはいわゆる「次官レース」に敗れたことを意味し、事務次官への就任はないとみられたが、翌1964年（昭和39年）、通産事務次官に異例の就任をする。当時の通商産業大臣は三木武夫であったが、事務次官就任後も歯に衣着せぬ言動に、「佐橋大臣、三木次官」 とマスコミに揶揄されることもあった。もっとも特許庁長官に棚上げされてからも人事には口を挟み続け、この年（昭和38年）、官房付けとなった渡辺弥栄司（前官房長、1939年入省）と官房秘書課長時代以来からの幹部候補入省者の試験委員を続けていた。
退官後はあまたの天下り先を断って、政官界との関係は疎遠となったとされる。退官6年後に新設された余暇開発センター理事長に就任。
なお、高級官僚であったにもかかわらず、公然と自衛隊違憲論を唱えていたことでも知られている。

### 略歴
- 1937年4月 商工省入省
- 1938年1月 歩兵第68連隊に入営
- 1939年3月 陸軍経理学校卒業、同年11月に主計少尉
- 1941年10月 中国より復員し（主計中尉）、同省繊維局絹毛課属
- 1943年7月 企業局鉄鋼課属
- 1943年11月 軍需省軍需官（鉄鋼局製鉄課属）
- 1943年12月 総動員局属
- 1944年1月 召集（同年4月まで）
- 1945年6月 東海北陸地方軍需監理部属
- 1945年8月 商工省鉱山局鉄鋼課属
- 1946年11月 総務局労働課長
- 1947年2月 繊維局紙業課長
- 1947年6月 生活物資局紙業課長
- 1948年12月 繊維局紙業課長
- 1949年5月25日 通商産業省通商繊維局綿業課長
- 1951年8月1日 仙台通商産業局総務部長
- 1952年8月1日 通商産業省石炭局炭政課長
- 1952年9月15日 通商産業省石炭局調整課長併任
- 1952年10月16日 通商産業省石炭局調整課長併任解除
- 1954年7月17日 通商産業大臣官房秘書課長兼通商産業省研修所幹事
- 1956年8月9日 通商産業大臣官房考査官併任
- 1956年9月1日 通商産業大臣官房考査官併任解除
- 1957年6月15日 通商産業省重工業局次長
- 1960年5月13日 通商産業省重工業局長心得併任
- 1960年6月24日 通商産業省重工業局長心得併任解除、通商産業省重工業局長
- 1961年7月7日 通商産業省企業局長
- 1963年7月23日 特許庁長官
- 1964年10月23日 通商産業事務次官
- 1966年4月25日 退官
- 1968年1月 佐橋産業経済研究所長
- 1972年4月 余暇開発センター理事長就任
- 1977年　日本アマチュア将棋連盟初代会長に迎えられる
- 1987年　日本アマチュア将棋連盟会長を退任
- 1993年5月 肺炎にて死去。80歳
- 1993年5月 叙・従三位、賜・銀杯一組（勲等は旧憲法下で受けた勲五等のまま昇叙なし）

※出典

## 評価
日本の産業発展のなかで、国家が欧米の進んだモデルを企業に指導する時代から、企業が自らリスクを取って進むべき道を模索する時代への転換点において、その前者の路線を代表する人材であった。同期の今井善衛との次官争いが起こった年が、まさしく日本がOECDに加盟する前後であったことがそのことを象徴するものと言える。他方、時代に取り残されつつあった佐橋本人の業績とは別に、個人としての人格的な魅力に富んだ人物であったことも事実であり、そのことから、毀誉褒貶のはっきりした評価が形成されることになる。

### 積極的評価
その強いリーダーシップと明晰な行動、前例にとらわれない大胆さ、「親分肌」で後進の指導をよくし、退官後、政界にも財界にも残らず潔く引退したことなど、属人的な人格面における従来の官僚像と異なる爽快なイメージは各界において広く評価されている。城山三郎は前述の『官僚たちの夏』を執筆、そのなかで非常に高い評価を与え、これが佐橋のイメージ形成に大きく寄与した。結果、官僚嫌いで有名な佐高信も高く評価する。
なお、特振法自体は廃案となったものの、佐橋の直弟子ともいえる平松守彦(前大分県知事)の、IBMに対するコンピュータ業界における合従連衡策（詳細は記事三大コンピューターグループ参照）は、佐橋的な統制経済観の典型的な実現といえる。結果として、ヨーロッパ各国においてコンピューターメーカーがほとんど残らなかったのに対し、日本においては数社の世界的企業が残った。他方、このことについては電電公社の調達政策に多くを拠っていた可能性もあることから、産業政策の貢献がどの程度であったかについての評価は直接的には定かではない。

### 消極的評価
岸信介、椎名悦三郎の系譜に連なる、統制派商工官僚の大物として、政府（官僚）主導の経済操縦を試み、企業の自主性を抑圧するものとして、パターナリズムの強い政策観であるとの評価がある。追いつくべきモデルとしての欧米先進国が存在した1960年代前半まではともかく、日本の高度成長にともない、佐橋が事務次官に上り詰めるのと同時進行的にその政策の有効性は乏しくなっていたと言えよう。本田宗一郎が二輪車から四輪車への進出を巡り、さらに日向方齊らが、業界統制を行おうとする佐橋に面と向かって抵抗し（住金事件参照）、結果としては本田技研工業等の成功があることがそれを物語っている。
また、面倒見がよいという評価の別の解釈として、山下英明など有能ではあっても自分と肌合いの合わない人材を冷遇する一方で、三宅幸夫など自らの意を迎える幹部を重用したという面があり、結果としてその後の通産省の派閥闘争の原因となったとの説がある。退官後の政財界からの引退についても、佐橋は別に天下りを嫌ったわけではなく、OB等による、社会的影響力の少ないポストへの「押し込め」であるとの説もある。

## 著書
- 『憂情無限』（産業新潮社、1971年）
- 『日本への直言』（毎日新聞社、1972年）
- 『寸言』（ダイヤモンド社、1976年）
- 『現代「余暇」の研究 - 80年代のライフ・スタイルを探る』（朝日ソノラマ、1979年）
- 『日本人論の検証 - 現代日本社会研究』（誠文堂新光社、1980年）
- 『異色官僚』（徳間書店、1987年） ISBN 4195984033

## 関連図書
- 佐高信『「官僚たちの夏」の佐橋滋 』（七つ森書館、2009年）
- 佐高信『官僚たちの志と死』（講談社、1996年）